# Neuroofen
Neuroofen ist ein Ortsteil der Gemeinde Stechlin im Landkreis Oberhavel in Brandenburg. Im Jahr Januar 2022 hatte das Dorf 18 Einwohner.

## Lage
Neuroofen liegt im Waldgebiet zwischen Menz und Altglobsow im Naturpark Stechlin-Ruppiner Land.

## Geschichte
1851 begann der Besitzer der Glashütte Neuglobsow mit dem Aufkauf von Grundstücken in der Umgebung. Neuroofen lag inmitten dieses Landes. Das 560 Hektar große Anwesen wurde stückweise 1896 und 1899 an die Preußische Forstverwaltung verkauft, die das Forstamt und verschiedene Einrichtungen dorthin verlegte.
In der Folge wurden die Ackerflächen des Umlandes aufgeforstet. Heutzutage ist die Landeswaldoberförsterei Steinförde für den ökologischen Schutz und die Erneuerung des Waldes zuständig.
Am Ende der Naziherrschaft war das Oberkommando der Wehrmacht für einige Tage Ende April 1945 im Gutshaus des Ortes stationiert, das 1872 gebaut worden war. Nach dem Krieg diente das Gutshaus kurzzeitig als Unterkunft für Flüchtlinge.
Bis zur Gründung der DDR war der Forstdienst an der Ausbildung von Forstarbeitern und der Herstellung von Holzkohle beteiligt. Am 10. Mai 1950 wurde das Institut für Technik in der Forstwirtschaft Menz-Neuroofen unter Leitung von
Heinz Achilles durch die Zentrale für Landtechnik gegründet. Es sollte praxisnahe Forschungsarbeit für Forsttechnik leisten sowie forstliche Geräte und Maschinen testen.
Ab 1992 übernahm der Staatliche Forstdienst den Betrieb des Forstamtes. Die ehemaligen Ausbildungseinrichtungen wurden privatisiert und für den Verkauf und die Reparatur von technischen Maschinen für die Forstwirtschaft genutzt.
Im Jahr 2000 wechselten die Hauptgebäude der ehemaligen Ausbildungsstätte den Besitzer und werden heute für Ferienwohnungen und als Seminarzentrum genutzt. 2014 erwarb die Stiftung Edith Maryon das ehemalige Gutshaus des Ortes, das jetzt vom Stechlin Institut als Begegnungsstätte genutzt wird.
Seit dem Zusammenschluss der Gemeinden Menz, Dollgow und Neuglobsow im Jahre 1998 zur Gemeinde Stechlin gehört Neuroofen als Ortsteil zur Gemeinde Stechlin.